# Alessandro Tremignon

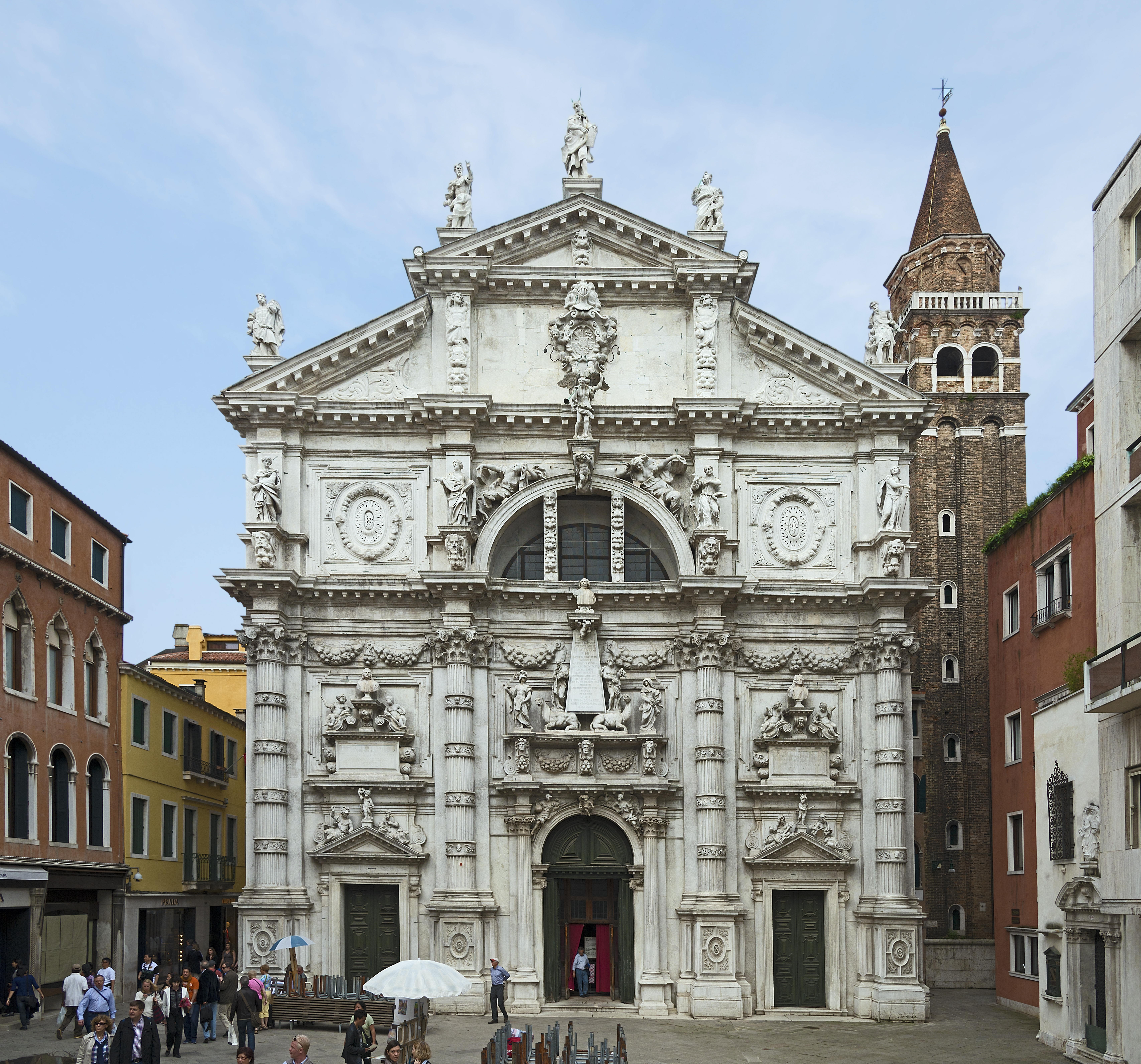
Facciata della Chiesa di San Moisè (1668).

Alessandro Tremignon (... – Venezia, 1711) è stato un architetto italiano.

## Biografia
Della sua vita si conosce poco. Di origini padovane, figlio di un Domenico, fu attivo tra la seconda metà del Seicento e l'inizio del Settecento. In un documento del 1674 si qualifica come «proto e tagliapietra di questa città [Venezia] in contrà di S. Benedetto», mentre nel 1677 risulta «proto dei mureri della casa dell'Arsenal».
Il suo lavoro più importante è la facciata della chiesa di San Moisè (1668), finanziata dai fratelli Vincenzo e Girolamo Fini. L'opera è stato particolarmente criticata nell'epoca successiva, in quanto gli elementi che la compongono sono così diversi tra loro da risultare disarmonici; questo aspetto ha fatto ipotizzare che il Tremignon avesse subito le influenze del barocco leccese, e certamente non di Baldassarre Longhena che alcuni hanno indicato come suo maestro. D'altro canto, una maggiore compostezza è data dalle campiture meno rilevate e dall'uso di due ordini che smorza lo sviluppo verso l'alto.
Sempre a San Moisè realizzò l'altare maggiore (1685-1688) e l'altare della Natività di Maria.
Poco dopo progettò il parco di villa Barbarigo a Valsanzibio (frazione di Galzignano Terme), sebbene permangano dei dubbi sulla piena autografia. Vi trovano posto il tempio di Diana (che ne funge da ingresso) e varie sculture a tema mitologico di Enrico Merengo.
All'inizio degli anni 1670 costruì l'altare maggiore del duomo di Chioggia e il tabernacolo dell'altare maggiore del duomo di Spilimbergo.
Nel 1688 concepì palazzo Flangini-Fini sul Canal Grande, mentre nel 1691 concluse il convento di San Giorgio dei Greci, iniziato dal Longhena. Queste opere risultano più sobrie e severe rispetto alla facciata di San Moisè; nel primo caso, ad esempio, Tremignon sembra rifarsi alla tradizione architettonica e in particolare ai trattati di Vincenzo Scamozzi.
Gli viene attribuito anche palazzo Labia (per alcuni di Andrea Cominelli). Benché si richiami certamente al Longhena, presenta alcuni punti di contatto con palazzo Flangini-Fini. Fu in seguito ampliato verso campo San Geremia dal figlio Paolo, attestato tra il 1684 e il 1750.
Nel 1681 eseguì una perizia per l'ampliamento delle fondamente e per la nuova pavimentazione di fronte alla basilica di Santa Maria della Salute.
Nel 1683 gli fu commissionato il progetto per la facciata della chiesa di San Nicolò del Lido, che si richiama alla palladiana chiesa di San Giorgio Maggiore. Concepì inoltre la facciata della chiesa di San Tomà, che fu però demolita e ricostruita già nel 1742.
Assieme al figlio Paolo progettò l'altare maggiore (1684) e due altari laterali (1699) del santuario della Beata Vergine di Castelmonte. Nel 1699 restaurò il monastero dei Santi Marco e Andrea di Murano, mentre nel 1704 eseguì una stima delle pietre lavorate da Marino Groppelli e Giovan Battista Viviani per l'altare maggiore del santuario di Barbana.
Tra le ultime opere si cita il palazzo dei Vescovi di Belluno (completato nel 1707), il cui ricco portale riprende lo stile già utilizzato a San Moisè. Nella stessa città si trovano altre due opere del figlio Paolo, il palazzo dei Chierici e la villa del Belvedere.
Come riportato da Tommaso Temanza, morì nel 1711.

### Opere
Tremignon ha adattato lo stile strutturale barocco di Longhena in uno stile tipicamente tardo barocco con effetti pittorici esemplificati dalla facciata della chiesa di San Moisè.
La sua opera più famosa è la facciata del 1688 per la Chiesa di San Moisè con le sue esuberanti decorazioni scultoree. Il nome della chiesa di San Moisè (San Mosè) tratta la figura dell'Antico Testamento di Mosè come un santo alla maniera bizantina. Inoltre onora Moisè Venier, che ha pagato per il restauro della chiesa nel X secolo. La facciata fu progettata da Tremignon e per lo più scolpita da Enrico Merengo, uno degli allievi di Gian Lorenzo Bernini. Presenta sculture grottesche di cammelli sopra l'ingresso principale. Presenta sculture grottesche di cammelli sopra l'ingresso principale. La pala d'altare principale, anch'essa opera di Tremignon e Merengo, rappresenta il Monte Sinai con Mosè che riceve le Tavole. John Ruskin scrisse di San Moisè, "È notevole come uno degli esempi più bassi della scuola del Rinascimento".
Il Palazzo Ferro Fini è attribuito a Tremignon e fu costruito intorno al 1688. Tremignon costruì l'ingresso dell'Arsenale di Venezia ad est di Piazza San Marco tra il 1692 e il 1694. Intorno al 1700 Tremignon e Andrea Cominelli furono architetti di Palazzo Labia. Tremignon progettò anche l'altare maggiore della Cattedrale di Chioggia, con scene incise della vita della Vergine Maria e dei due santi patroni.

## Galleria d'immagini

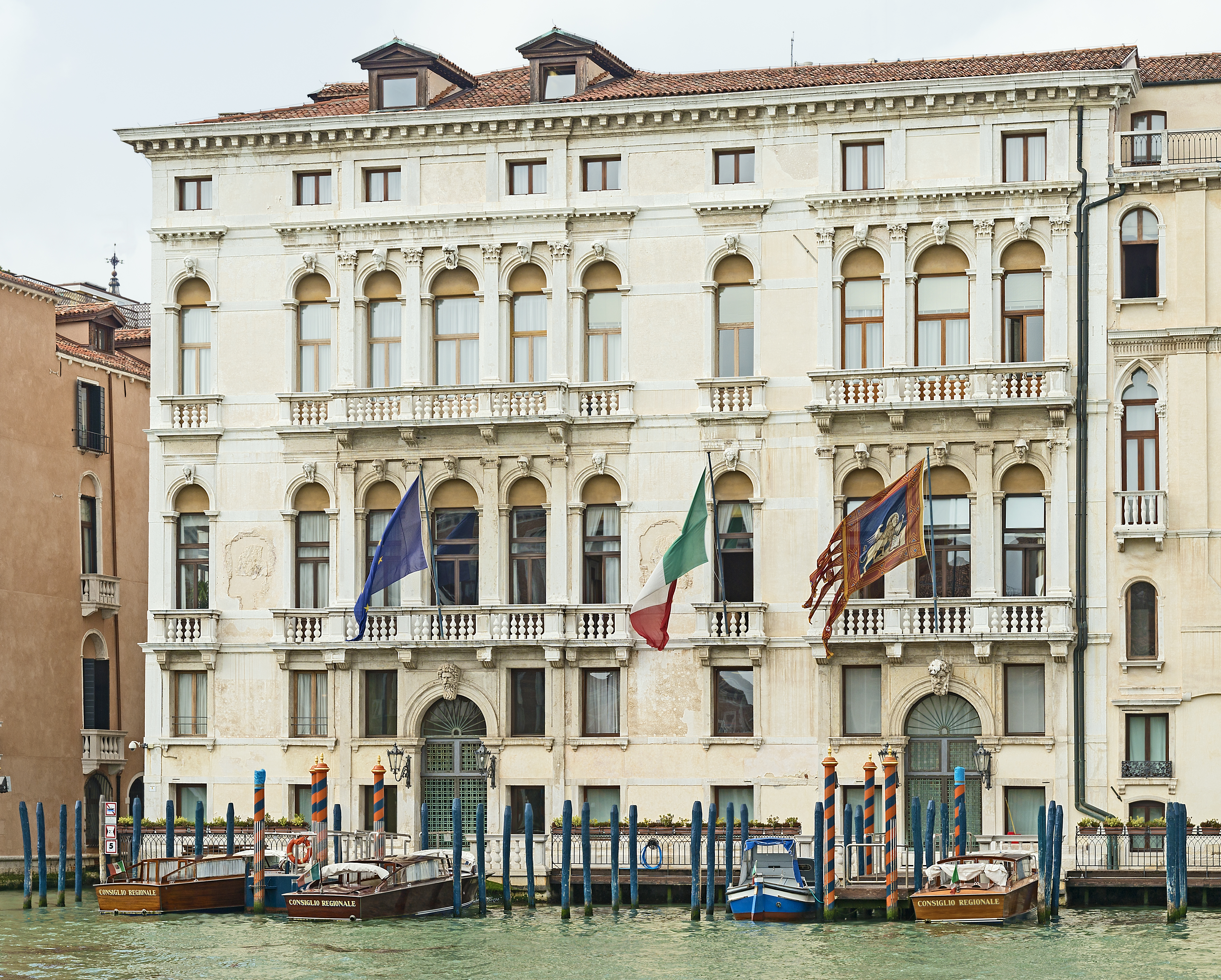
Palazzo Ferro Fini (1688)
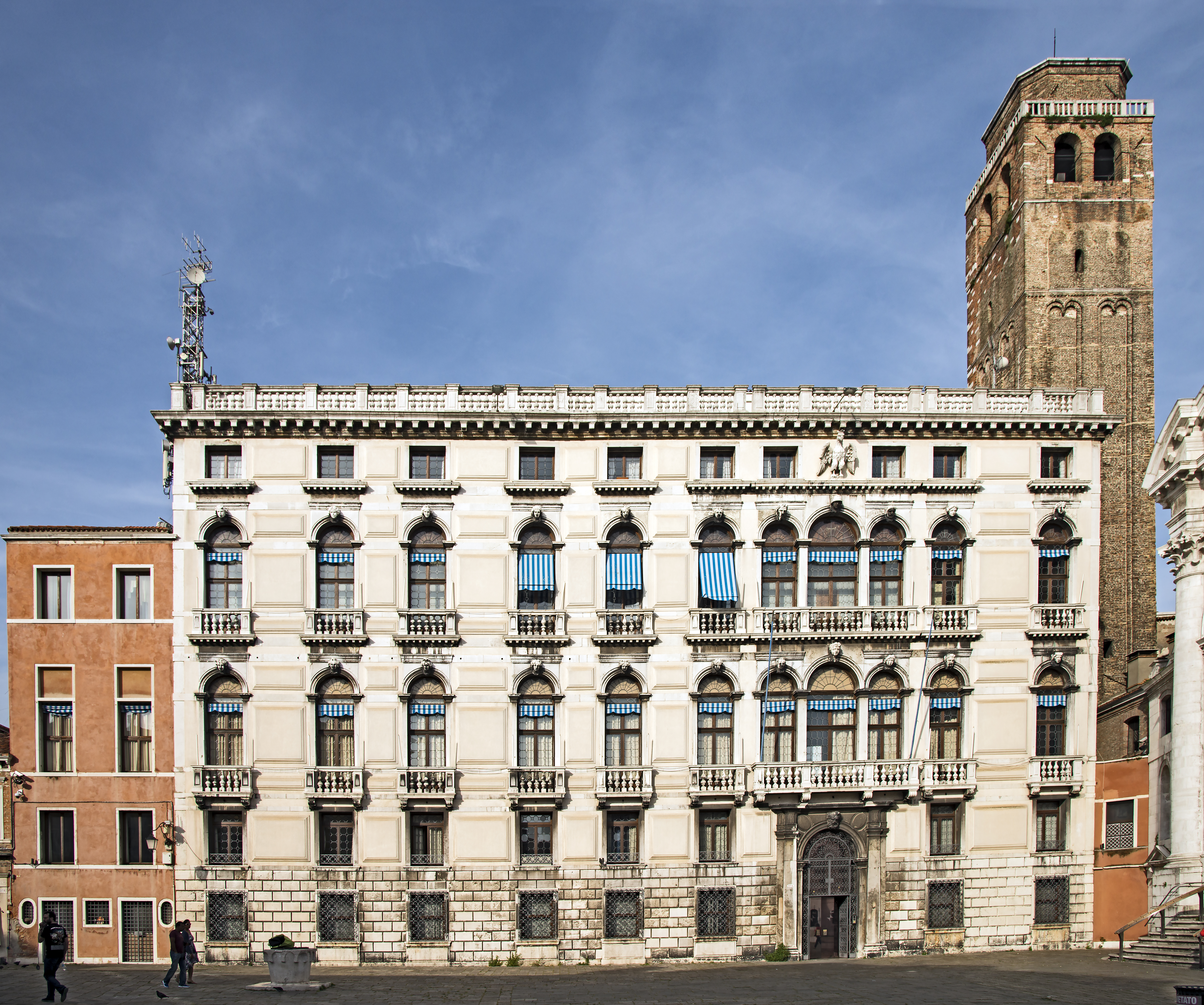
Palazzo Labia (1700)
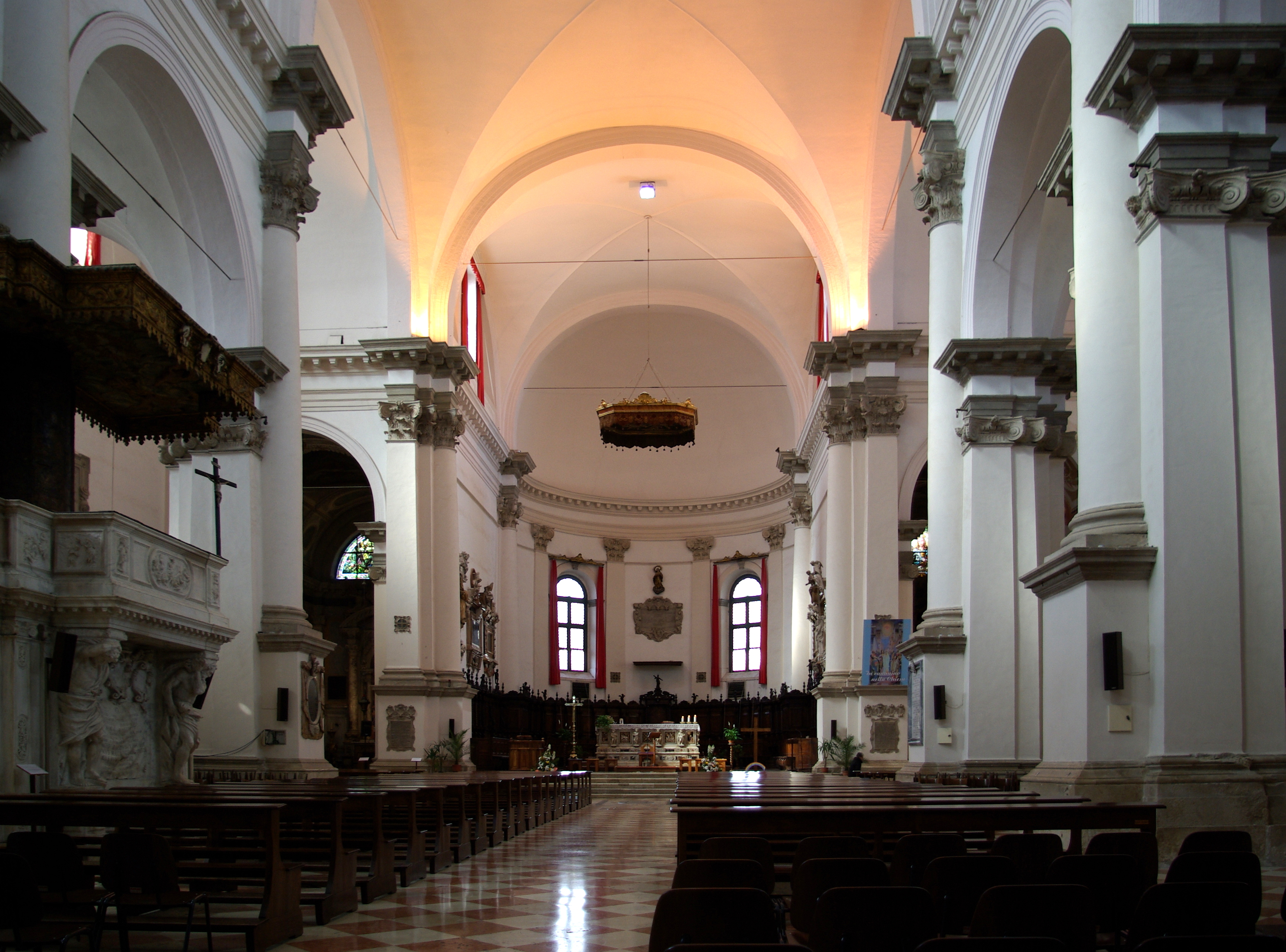
Cattedrale di Chioggia
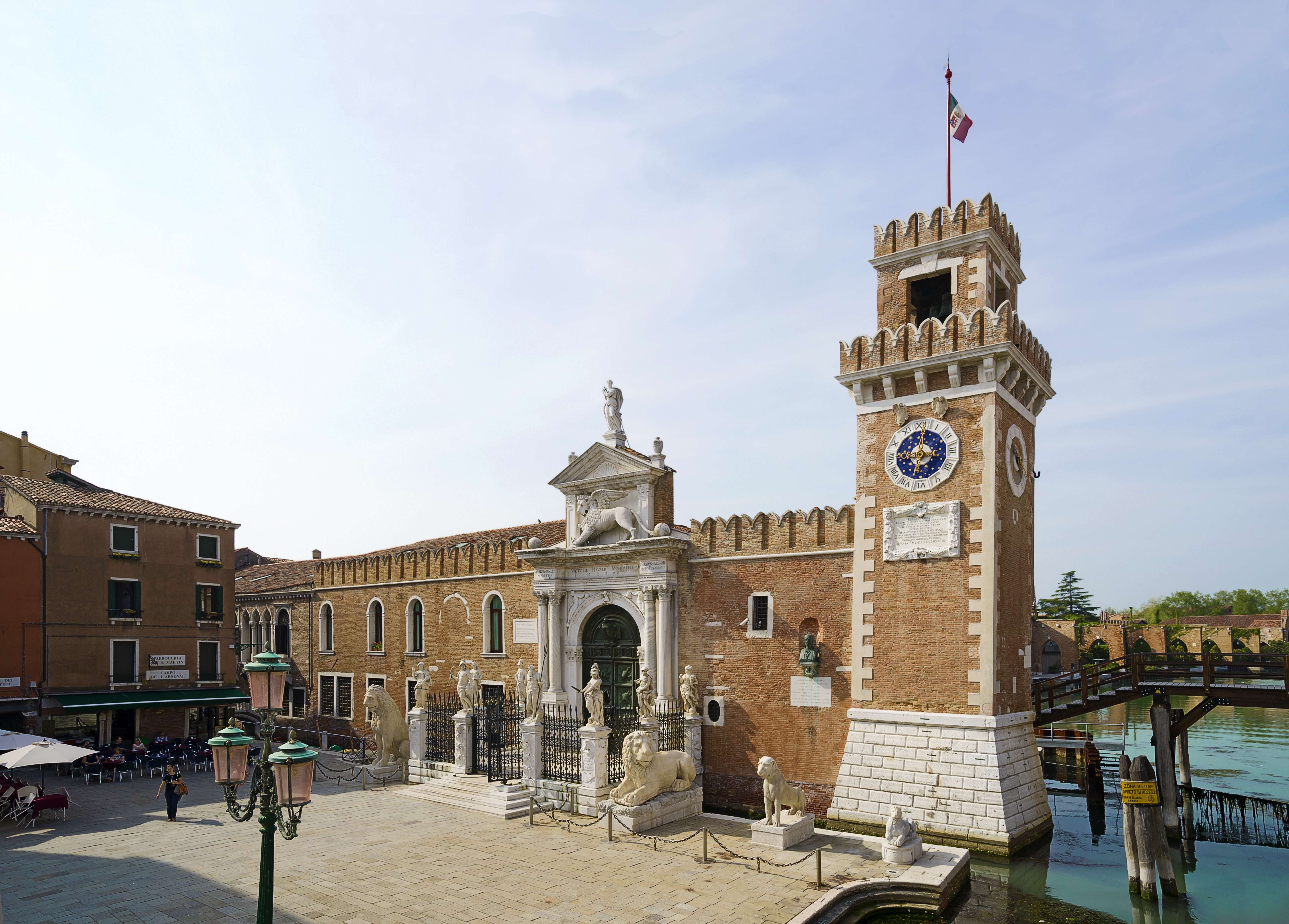
La porta magna dell'Arsenale di Venezia